# Buenos Aires (Medellín)
La Comuna n.º 9 Buenos Aires es una de las 16 comunas de la ciudad de Medellín, capital del Departamento de Antioquia. Se encuentra ubicada en la zona oriente  de la ciudad. Limita por el norte con la comuna n.º 8 Villa Hermosa; por el oriente con el Corregimiento de Santa Elena; por el sur con la Comuna n.º 14 El Poblado; y al occidente con la comuna n.º 10.

## Historia
El proceso de urbanización de esta comuna se inicia teniendo como punto de referencia la calle 49 (Ayacucho), corredor que es y ha sido el núcleo regulador de desarrollo. A medidos del siglo XX solo existían sobre la calle 49 algunas casas fincas y bosques muy concurridos por lo confortable y el aire fresco que se respiraba en ellos; de ahí el nombre de Buenos Aires que se le dio a este sector y con el que actualmente se identifica la comuna. Sus pobladores procedían básicamente de la zona rural del oriente Antioqueño quienes se fueron asentando alrededor del centro en dirección oriente.
Con el crecimiento de la población y el aumento de la demanda por vivienda, se inicia rápidamente la primera etapa del proceso de urbanización de esta comuna, este hecho se dio como una prolongación del desarrollo urbano del centro de la ciudad hacia el oriente de manera ordenada, el asiento que predominó posteriormente fue básicamente el pirata; esta tipología se extendió hacia la ladera en sentido norte sur, occidente oriente en forma anárquica y acelerada. A medida que se expandía la malla urbana, los terrenos se tornaban menos generosos y con altas pendientes, obligando a una conformación irregular en la retícula urbana.
Este acelerado y anárquico proceso de urbanización, dio como resultado una deficiencia de espacios públicos: esto se puede constatar con las pocas y reducidas vías existentes, ya que solamente cuenta con las calles 45 y 49 como vías arterias, pues las otras, se caracterizan por su estrechez y algunas de ellas no ofrecen continuidad, razón por la cual la vía más utilizada por el transporte público sea precisamente la calle 49, cuya conformación lineal permite agilizar el transporte; no sucede lo mismo con las vías ubicadas en los barrios El Salvador, Loreto, La Milagrosa y Las Asomaderas, los cuales por su desordenado crecimiento y conformación presentan vías irregulares.

## Geografía
El área total de Buenos Aires es de unos 599.63 hectáreas. La quebrada Santa Elena es la más reconocida de la comuna, le siguen La Pastora, La Media Luna, La India, La Palencia, La Espadera, La Cangreja y La Cangrejita entre otras; estas quebradas han generado graves problemas por desbordamiento de las mismas, causando inundaciones y poniendo en peligro la vida de los habitantes que se encuentran a lo largo de sus cauces.
Esta comuna presenta restricciones topográficas, existiendo zonas con algún grado de inestabilidad no aptas para la construcción. 

## Demografía
| Rango de edad | n.º de habitantes | % Porcentaje |
| ------------- | ----------------- | ------------ |
| 0 - 14        | 31.893            | 25.5         |
| 15 - 39       | 52.196            | 41.7         |
| 40 - 64       | 32.246            | 25.7         |
| 65 y más      | 8.661             | 6.9          |
| Total         | 124.996           | 100.0        |

De acuerdo con las cifras presentadas por el Anuario Estadístico de Medellín de 2005, Buenos Aires cuenta con una población de 124,996 habitantes, de los cuales 57,813 son hombres y 67,183 son mujeres. Como puede observarse en el cuadro, la gran mayoría de la población está por debajo de los 39 años (67.2%) del cual el mayor porcentaje lo aporta la población adulta joven (41.7%) con rango de edad de 15 a 39 años. Solo un 6.9% representa a los habitantes mayores de 65 años es decir la población de la tercera edad.
Según las cifras presentadas por la Encuesta Calidad de Vida 2005 el estrato socioeconómico que predomina en Buenos Aires es el 3 (medio-bajo), el cual comprende el 59.9 % de las viviendas; seguido por el estrato 2 (bajo), que corresponde al 24.3 %; le sigue el estrato 1 (bajo-bajo) con el 9.5 %; le sigue el estrato 4 (medio) con el 5.8 % y los restantes 0.4 % y 0.08 % lo conforman los estratos 5 (medio-alto) y 6 (alto) respectivamente.
Buenos Aires se desarrolla en una extensión de 599.63 hectáreas, con una densidad de 208 habitantes por hectárea. 

### Etnografía
Según las cifras presentadas por el DANE del censo 2005, la composición etnográfica de la comuna es: 
- Mestizos & Blancos (97%)
- Afrocolombianos (0,5%)
- indígenas (3%)

## División

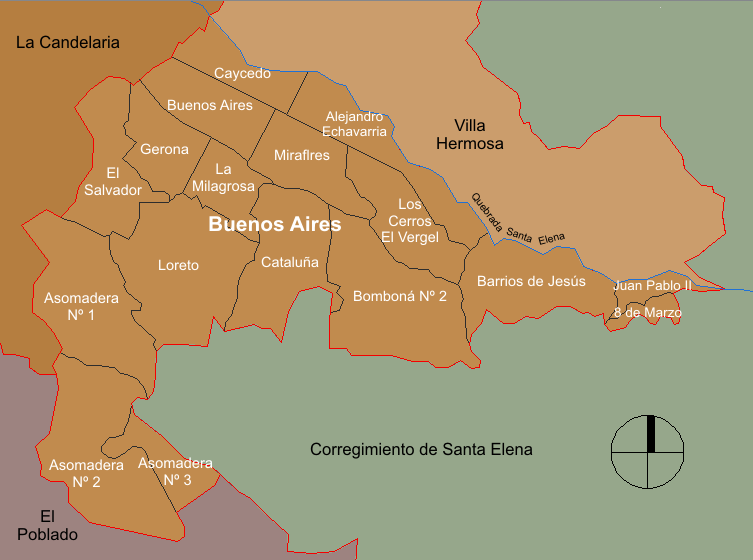
Buenos Aires, división barrial.

La comuna está conformada por 17 barrios, los cuales son:
| - Juan Pablo II - Barrios de Jesús - Barrio ocho de marzo - Barrio Caicedo - Bomboná n.º 2 - Los Cerros - El vergel - Buenos Aires - Miraflores - Cataluña - La Milagrosa - Gerona - El Salvador - Loreto - Asomadera n.º1 - Asomadera n.º2 - Asomadera n.º3 - Alejandro Echavarría |

## Economía
La comuna Buenos Aires es principalmente un sector residencial, por lo cual carece de estructura económica plenamente desarrollada, solo se presenta comercio básico y servicios complementarios a la vivienda, especialmente por los principales corredores viales y centros de barrio. La calle 49 juega un papel importante dentro de la comuna, porque en su entorno se desarrolla un significativo corredor comercial y de servicios, especialmente en los alrededores de la Iglesia de Nuestra Señora del Sagrado Corazón.

## Infraestructura vial y transporte
La comuna 9 posee una red vial primaria o arterial importante con gran capacidad para circulación de bienes y personas, la Calle 49 (Ayacucho) que sirve asimismo para comunicar a la ciudad con el oriente Antioqueño por el corregimiento de Santa Elena.
Esta comuna cuenta con 6 rutas de buses autorizadas para el transporte público que recorren este territorio en sentido oriente-centro y centro-oriente; además cuenta con servicio de buses hacia Rionegro, microbuses hacia el Aeropuerto Internacional José María Córdoba y hacia algunas Urbanizaciones y transporte informal hacia los sectores de desarrollos informal.
También cuenta con el Tranvía del sistema metro, en la calle 49 (Ayacucho) que conecta con la línea principal de este sistema de transporte masivo. en la actualidad ya cuenta con dos sistemas aéreos de transporte, uno se encuentra aledaño a la Unidad Deportiva Miraflores (Línea M), y el segundo en la última estación del tranvía (Línea H).